# Hamarøy kommun
Hamarøy kommun (norska: Hamarøy kommune, lulesamiska: Hábmera suohkan) är en kommun i landskapet Salten i Nordland fylke i norra Norge. Kommunens centralort är tätorten Oppeid.
Hamarøy kommun ingår i Förvaltningsområdet för samiska språk. Språkvariteten är lulesamiska, den enda norska kommunen med lulesamiska.

## Administrativ historik
Hamarøy kommun bildades på 1830-talet, samtidigt med flertalet andra norska kommuner.
1964 justerades gränserna emot Tysfjords och Steigens kommuner.
Den 1 januari 2020 delades Tysfjords kommun mellan Hamarøy och Narviks kommuner.

### Upphörda kommunvapen inom den nuvarande kommunen

Hamarøy kommun (1982–2019)
Tysfjords kommun (1987–2019)

## Tätorter
I Hamarøy kommun finns två tätorter:
- Drag
- Oppeid (centralort)

Orten Skutvik har tidigare räknats som en tätort men uppfyller inte längre kriterierna.

## Socknar
Inom Norska kyrkan är Hamarøy kommun indelad i fyra socknar:.
- Drag/Hellands socken
- Hamarøy socken
- Korsnes socken
- Sagfjords socken

Socknarna ingår i Ofotens prosteri i Sør-Hålogalands stift.

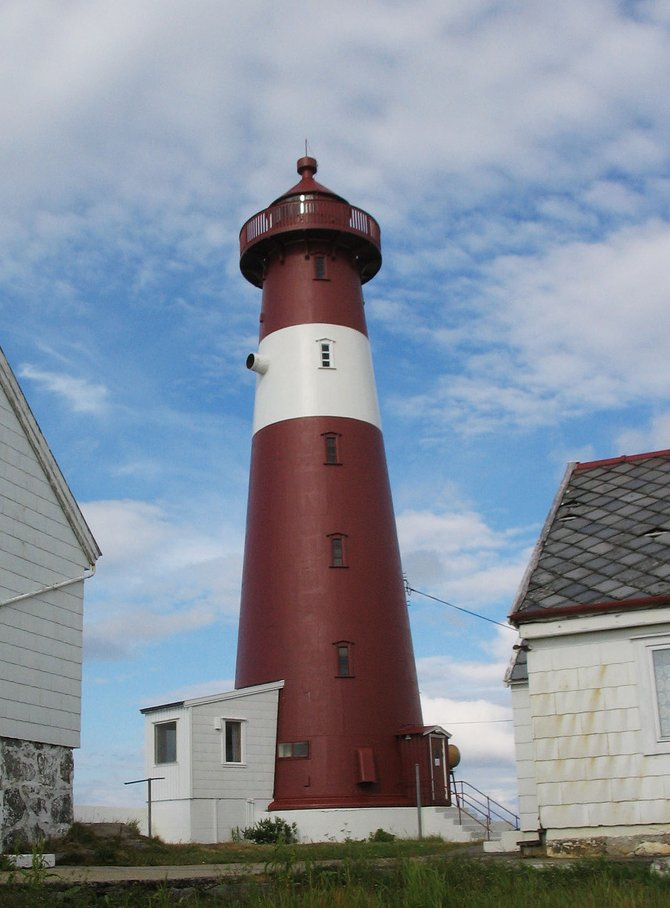
Tranøy fyr.